# SPOTV2
SPOTV2는 스포츠 중계권 업체로 에이클라 미디어그룹 산하의 채널이다.

## 주요 프로그램
- ATP
- KBO 리그
- NBA
- 잉글랜드 프리미어리그

## 같이 보기
- KBS N 스포츠
- MBC 스포츠플러스
- SBS 스포츠
- SPOTV
- SPOTV Golf & Health
- JTBC 골프&스포츠
- IB 스포츠
- 스카이 스포츠
- 에이클라 미디어그룹